# Kościoły feministyczne
Kościoły feministyczne to Kościoły, grupy i związki religijne chrześcijańskie (głównie protestanckie i pochodzące z katolicyzmu) oraz neopogańskie i spirytualistyczne, które głoszą równouprawnienie w sprawowaniu kapłaństwa oraz w życiu religijnym i społecznym, (nierzadko z tendencją do wyróżniania kobiet) od początku swojego istnienia jako część doktryny wiary. 
Kościoły chrześcijańskie swój feminizm opierają na tzw. chrześcijaństwie feministycznym i często głoszą także inne radykalne reformy społeczne, np. dawniej abolicjonizm, a obecnie równouprawnienie mniejszości seksualnych i etnicznych oraz pacyfizm chrześcijański. 

## Poszczególne Kościoły feministyczne
Do Kościołów feministycznych należą:
- Nurt chrześcijański:
  - Kościół Katolicki Mariawitów
  - Szejkersi
  - Chrześcijańska Wspólnota Feministyczna
  - Luterański Kościół Ebenezera
  - Feministyczny Kościół Uniwersalnej Miłości
- Nurt neopogański:
  - Wicca
- Nurt spirytualistyczny:
  - Kościół Spirytualistyczny

### Nurt chrześcijański
Kościoły feministyczne wyrosły na gruncie kultu maryjnego, powszechnego w katolicyzmie i prawosławiu, a także tendencji do równouprawnienia płci w protestanckich Kościołach reformowanych. Wielu teologów uważało za nierozwiązywalny dylemat łączenie kultu Maryi (lub jej roli jako matki Zbawiciela) z jednoczesnym pozbawieniem kobiet prawa do kapłaństwa oraz z określaniem ich jako gorsze i z natury podporządkowane mężczyznom. Wyraźne tendencje feministyczne pojawiły się wśród angielskich i amerykańskich kwakrów w XVIII wieku. Wówczas Matka Ann Lee utworzyła protestancki Kościół szejkersów, głoszący równouprawnienie kobiet także w kapłaństwie i określający swoją założycielkę jako „kobiecą manifestację Boga”.
Polska (wówczas pod zaborami) była jednym z pierwszych krajów, w których pojawiło się chrześcijaństwo feministyczne. W 1893 katolicka wówczas „Mateczka” Feliksa Kozłowska, młoda zakonnica i mistyczka, zaczęła głosić swoje  objawienia, w wyniku których powstało Dzieło Wielkiego Miłosierdzia. Gdy Stolica Apostolska uznała objawienia za fałszywe i ekskomunikowała Kozłowską, powstał odrębny Kościół Mariawitów (nazwany od łacińskich słów Mariae Vita czyli Życie Maryi). Lider Kościoła Mariawitów, bp Maria Michał Kowalski, wprowadził liczne reformy, m.in. kapłaństwo kobiet (już w 1929), małżeństwa księży z zakonnicami czy uznanie Feliksy Kozłowskiej za wcielenie Ducha Świętego. Doprowadziło to do rozłamu w ramach mariawityzmu. Kościół Starokatolicki Mariawitów odrzucił te „nowinki”, a zwolennicy reform zawiązali w 1935 r. Kościół Katolicki Mariawitów, który szczególnie akcentuje „kobiecy aspekt” Boga (Maryja jest Bogiem Wcielonym) i kult założycielki jako „wcielenia Ducha Świętego” oraz kapłaństwo kobiet. Ten odłam mariawitów uznaje Trójcę Świętą jako Maryję–Boga Wszechmogącego, jej syna Jezusa oraz „Mateczkę”–Ducha Świętego. Obecnie (2011) ma około 2000 wiernych, kierowanych przez 3 biskupki i 8 kapłanek.
W latach 70. pojawiło się współczesne chrześcijaństwo feministyczne, inspirowane feminizmem II fali (np. ruch Kościół Kobiet), obecne wśród wyznawców wszystkich większych wyznań chrześcijańskich, które domaga się równouprawnienia kobiet w życiu Kościołów (uważanych za patriarchalne) i w wielu Kościołach protestanckich już wprowadziło kapłaństwo kobiet. Tę formę oficjalnie przyjął także Kościół Episkopalny w Stanach Zjednoczonych (jeden z członków Wspólnoty Anglikańskiej) i na jego czele stoi obecnie pani prymas Katherine Shori-Jefferts.

### Nurt neopogański
W XX w. ożywił się nurt neopogański, który podkreśla wyjątkowość kobiet w kapłaństwie i magii, opierając się na neolitycznych kultach matriarchalnych oraz tradycji szamanek i czarownic. 

### Nurt spirytualistyczny
Spirytualizm religijny, zapoczątkowany przez siostry Fox w połowie XIX wieku od początku przyznawał wyjątkową rolę kobietom, które do dziś stanowią większość mediów-pośredniczek, przywołujących podczas nabożeństw duchy zmarłych.